# Ахмеджанов, Фархад Атхамович
Фархад Ахмеджанов (узб.  Farhod Athamovich Ahmadjonov, род. 22 апреля 1988 год) — белорусский спортсмен, выступающий в тайском боксе и кикбоксинге. Чемпион мира среди профессионалов по версии WTKF.

## Спортивная карьера

### Ранние годы
Фархад родился в городе Ташкенте. Отец - Ахмеджанов Атхам Алимович, художник. Мать - Верщило Ирина Эдмундовна, медицинский работник. Через год после его рождения семья переехала в Беларусь. С 10 до 15 лет занимался классическим боксом под руководством своего отца, который имеет разряд КМС СССР по боксу. Параллельно посещал секцию лыжных гонок. Затем два года занимался кикбоксингом. В 2008 году попал в СК «Син Тяо», где тренировался у Игоря Городилова и Николая Парфеновича. В 2010 году стал тренироваться в СК «Чинук» под руководством Андрея Гридина и Александра Ковтика. В данный момент тренируется у своего отца в клубе Bronx Gym.

### Любительская карьера
Выступать на любительских турнирах начал в 2009 году. За это время он дважды становился чемпионом Беларуси по таиландскому боксу, один раз – победителем Кубка Республики Беларусь по кикбоксингу, дважды – чемпионом Беларуси по таиландскому боксу среди учащихся в ВУЗ, а также побеждал на чемпионате органов пограничной службы по рукопашному бою.

### Профессиональная карьера
Принимает участие в профессиональных боях с 2011 года. В этом же году он стал победителем четверки на турнире Yarau Cup и финалистом восьмерки «Нокаут шоу Мустанг» в Минске по правилам кикбоксинга. В 2012 году впервые выступает за границей, где сначала побеждает в Праге у чеха Мартина Томашика, а затем уступает в Марселе голландскому бойцу Крису ван Венрою. В конце года принимает участие в турнире TNA World Cup, где в первом круге побеждает нокаутом Артура Алимирзоева, но во втором уступает раздельным решением Итаю Гершону. 2014 год начинается для него с поражения раздельным решением французу Абдулле Мабелу. Затем он выигрывает четверку в Минске на турнире Tongkat Cup в весе до 71 кг. 2015 год был для Фархада неудачным: в пяти боях он одержал победу только один раз.
В 2016 году он начинает тренироваться и активно выступать в Китае. В марте он победил в четверке на турнире WLF, выиграв у двух местных бойцов. Затем последовала череда из пяти побед на турнирах PFC, SuperStarFight, Hanzhong City World Professional Fighting Championchip, UFU и EM-Legend. За 2016 год он провел 18 боев (7 поражений и 11 побед) на турнирах в Китае и TNA а Казани . В промоушене WLF он добрался до финальной четверки, где в полуфинале уступил решением судей известному бойцу Энрико Келю .
В июне 2017 года Фархад принял участие в новом сезоне турнире "Татнефть", где в первом круге победил техническим нокаутом во втором раунде россиянина Алишера Назирова . Через два месяца он выиграл четверку KONG FU King of Kings в Китае, победив сначала китайца Cheng Zhicheng, а затем - Chang Yayun.
6 сентября 2017 года он вышел в ринг в четвертьфинале турнира "Татнефть" против украинца Романа Маилова. Три раунда поединка прошли без нокдаунов, поэтому судьи назначили экстрараунд, по итогам которого победу отдали украинскому бойцу . Белорусский боец не согласился с этим решением и подал апелляцию , на которую руководство TNA не ответило.
В ноябре 2017 года Ахмеджанов боксировал в восьмерке KONG FU King of Kings в Чжэнчжоу, но проиграл в первом поединке местному бойцу Feng Xingli. Затем последовала победа на турнире SEF над Hu Yafei.
23 марта 2018 года Фархад дебютировал в развивающемся российском промоушене ACB KB. Турнир под номером 14 проходил в городе Орле. Соперником белоруса был опытный российский боец Армен Исраэлян. Поединок продлился все три раунда и закончился победой Ахмеджанова единогласным решением судей . После этого он провел один бой в китайском промоушене WLF, где победил решением судей местного спортсмена, и в июле снова принял участие в турнире под эгидой ACB KB. На этот раз его соперником стал украинский боец Станислав Казанцев. Бой продлился все три раунда и закончился ничьей, хотя по правилам ACB ничья не может быть результатом боя .
31 мая в Минске состоялся турнир WTKF Grand Prix. В титульном поединке за звание чемпиона мира в весовой категории до 75 кг Фархад встречался с белорусом Дмитрием Филончиком. По итогам трех раундов судьи не смогли выявить победителя и назначили экстрараунд, после которого победу единогласным решением отдали Ахмеджанову .

## Титулы и достижения

### Любительский спорт
- 2012 Чемпионат РБ по таиландскому боксу среди учащихся в ВУЗ  75 кг
- 2013 Чемпионат РБ по кикбоксингу «WAKO»  71 кг
- 2013 Чемпионат РБ по таиландскому боксу «IFMA»  71 кг
- 2013 Кубок РБ по кикбоксингу «WAKO»  71 кг
- 2013 Чемпионат РБ по таиландскому боксу среди учащихся ВУЗ  75 кг
- 2014 Чемпионат РБ по тайскому боксу «IFMA»  71 кг
- 2014 Чемпионат органов пограничной службы РБ по рукопашному бою  75 кг
- 2014 Чемпионат РБ по Кикбоксингу «WAKO»  71 кг

### Профессиональный спорт
- 2020 чемпион мира по версии WTKF, Беларусь, 75 кг